# باتريك وولف
باتريك وولف (بالألمانية: Patrick Wolf)‏ (4 مايو 1981 غراتس النمسا - ) هو لاعب كرة قدم نمساوي، يلعب كلاعب وسط.

## مسيرته

### مسيرته مع المنتخبات الوطنية
- 2010 - 2010 لعب مع منتخب النمسا لكرة القدم مباراتين.

### مسيرته مع الأندية
- 2004 - 2005 لعب مع FC Gratkorn [الإنجليزية]‏ 31 مباراة سجل خلالها 5 أهداف.
- 2005 - 2006 لعب مع نادي رييد 21 مباراة سجل خلالها هدف.
- 2007 - 2007 لعب مع نادي كارنتين 12 مباراة.
- 2007 - 2008 لعب مع SK Austria Kärnten [الإنجليزية]‏ 47 مباراة سجل خلالها 5 أهداف.
- 2008 - 2011 لعب مع 1. Wiener Neustädter SC [الإنجليزية]‏ 63 مباراة سجل خلالها 7 أهداف.
- 2011 - 2014 لعب مع شتورم غراتس 64 مباراة سجل خلالها 7 أهداف.
- 2012 - 2013 لعب مع Kapfenberger SV [الإنجليزية]‏ 27 مباراة سجل خلالها 4 أهداف.

## وصلات خارجية
باتريك وولف على موقع قاعدة بيانات كرة القدم.إي يو (الإنجليزية)
- باتريك وولف على موقع ناشيونال فوتبول تيمز (الإنجليزية)
- باتريك وولف على موقع Soccerway.com (الإنجليزية)